# Rondaniella schistocauda
Rondaniella schistocauda är en tvåvingeart som beskrevs av Yu och Wu 2004. Rondaniella schistocauda ingår i släktet Rondaniella och familjen svampmyggor. Inga underarter finns listade i Catalogue of Life.